# Ceriagrion olivaceum
Ceriagrion olivaceum är en trollsländeart. Ceriagrion olivaceum ingår i släktet Ceriagrion och familjen dammflicksländor. IUCN kategoriserar arten globalt som livskraftig.

## Underarter
Arten delas in i följande underarter:
- C. o. aurantiacum
- C. o. olivaceum